# José Rojas
José Manuel „Pepe” Rojas Bahamondes (ur. 23 czerwca 1983 w Talagante) – chilijski piłkarz występujący na pozycji środkowego obrońcy, obecnie zawodnik Universidadu de Chile.

## Kariera klubowa
Rojas jest wychowankiem akademii juniorskiej klubu Universidad de Chile z siedzibą w stołecznym mieście Santiago. Do seniorskiej drużyny został włączony jako dziewiętnastolatek przez szkoleniowca Víctora Hugo Castañedę i w chilijskiej Primera División zadebiutował 23 lutego 2003 w zremisowanym 1:1 meczu z Puerto Montt. Premierowego gola w najwyższej klasie rozgrywkowej strzelił natomiast 20 września tego samego roku w wygranej 3:0 konfrontacji z Audax Italiano. Początkowo pełnił głównie rolę rezerwowego, lecz już po upływie kilku miesięcy wywalczył sobie pewne miejsce w linii obrony i w wiosennym sezonie Apertura 2004 jako podstawowy piłkarz wywalczył z Universidadem pierwsze w swojej karierze mistrzostwo Chile. W jesiennych rozgrywkach Clausura 2005 zanotował natomiast ze swoją ekipą tytuł wicemistrzowski i sukces ten powtórzył również pół roku później, w sezonie Apertura 2006.
Wiosną 2006 Rojas został wypożyczony do argentyńskiej drużyny CA Independiente z miasta Avellaneda. W tamtejszej Primera División zadebiutował 18 lutego 2006 w przegranym 0:2 meczu z Gimnasią La Plata, a ogółem barwy tego zespołu reprezentował przez sześć miesięcy bez większych sukcesów i wyłącznie jako rezerwowy. Po powrocie do Universidadu powrócił do wyjściowej jedenastki i podczas wiosennych rozgrywek Apertura 2009 zdobył z nim swój drugi tytuł mistrza Chile. W styczniu 2011 został wybrany przez klubowych kolegów na nowego kapitana zespołu, po odejściu z drużyny dotychczasowego lidera Miguela Pinto. W ciągu kilkunastu następnych miesięcy był kluczowym zawodnikiem ekipy prowadzonej przez argentyńskiego trenera Jorge Sampaolego, uznawanej za jedną z najlepszych w historii klubu, tworząc podstawowy duet stoperów z Marcosem Gonzálezem.
W sezonie Apertura 2011 Rojas zanotował z Universidadem swoje trzecie mistrzostwo Chile, osiągnięcie to powtarzając także sześć miesięcy później, podczas sezonu Clausura 2011. Wówczas także triumfował również ze swoją drużyną w rozgrywkach Copa Sudamericana, zdobywając jedyny międzynarodowy tytuł zarówno w swojej karierze, jak i w historii klubu. Został tym samym pierwszym kapitanem w historii Universidadu, który wzniósł trofeum za wygranie międzynarodowego pucharu. Dzięki świetnej formie prezentowanej zarówno na arenie krajowej, jak i międzynarodowej, razem ze swoim partnerem ze środka obrony Gonzálezem otrzymał kilka wyróżnień indywidualnych – znalazł się w najlepszej jedenastce ligi chilijskiej 2011 roku wybranej przez magazyn El Gráfico, a także w identycznej klasyfikacji prowadzonej przez ANFP. W styczniu 2012 był bliski podpisania trzyletniej umowy z brazylijskim Botafogo FR, jednak nie przeszedł pomyślnie testów medycznych i ostatecznie pozostał w Universidadzie. W wiosennych rozgrywkach Apertura 2012 zdobył piąte w karierze, a trzecie z rzędu mistrzostwo kraju, tym razem występując na środku obrony z Osvaldo Gonzálezem.
W 2012 roku Rojas został wybrany przez krajowe stowarzyszenie dziennikarzy sportowych (SIFUP) na najlepszego stopera sezonu ligi chilijskiej. Tę samą nagrodę dostał również w plebiscycie ANFP, a ponadto wybrano go najlepszym piłkarzem sezonu 2012. Wówczas także znalazł się w najlepszej drużynie Primera División wybranej przez El Gráfico i został wybrany do najlepszej jedenastki Copa Libertadores. W 2013 roku triumfował z Universidadem w rozgrywkach krajowego pucharu – Copa Chile i drugi raz z rzędu otrzymał od SIFUP nagrodę dla najlepszego środkowego obrońcy ligi.

## Kariera reprezentacyjna
W 2003 roku Rojas został powołany przez szkoleniowca Césara Vaccię do reprezentacji Chile U-20 na Młodzieżowe Mistrzostwa Ameryki Południowej. Na urugwajskich boiskach pełnił jednak głównie rolę rezerwowego gracza swojej drużyny, rozgrywając dwa z czterech możliwych spotkań i ani razu nie wpisując się na listę strzelców. Jego kadra zanotowała natomiast bilans zwycięstwa i trzech porażek, odpadąc z turnieju już w pierwszej rundzie, wskutek czego nie zdołała się zakwalifikować na rozgrywane kilka miesięcy później Mistrzostwa Świata U-20 w Zjednoczonych Emiratach Arabskich.
W seniorskiej reprezentacji Chile Rojas zadebiutował za kadencji selekcjonera Nelsona Acosty, 9 maja 2007 w wygranym 3:0 meczu towarzyskim z Kubą, w którym strzelił również swojego premierowego gola w kadrze narodowej. W późniejszym czasie występował w udanych ostatecznie dla jego drużyny eliminacjach do Mistrzostw Świata 2014, podczas których rozegrał siedem spotkań.